# تيمغايست

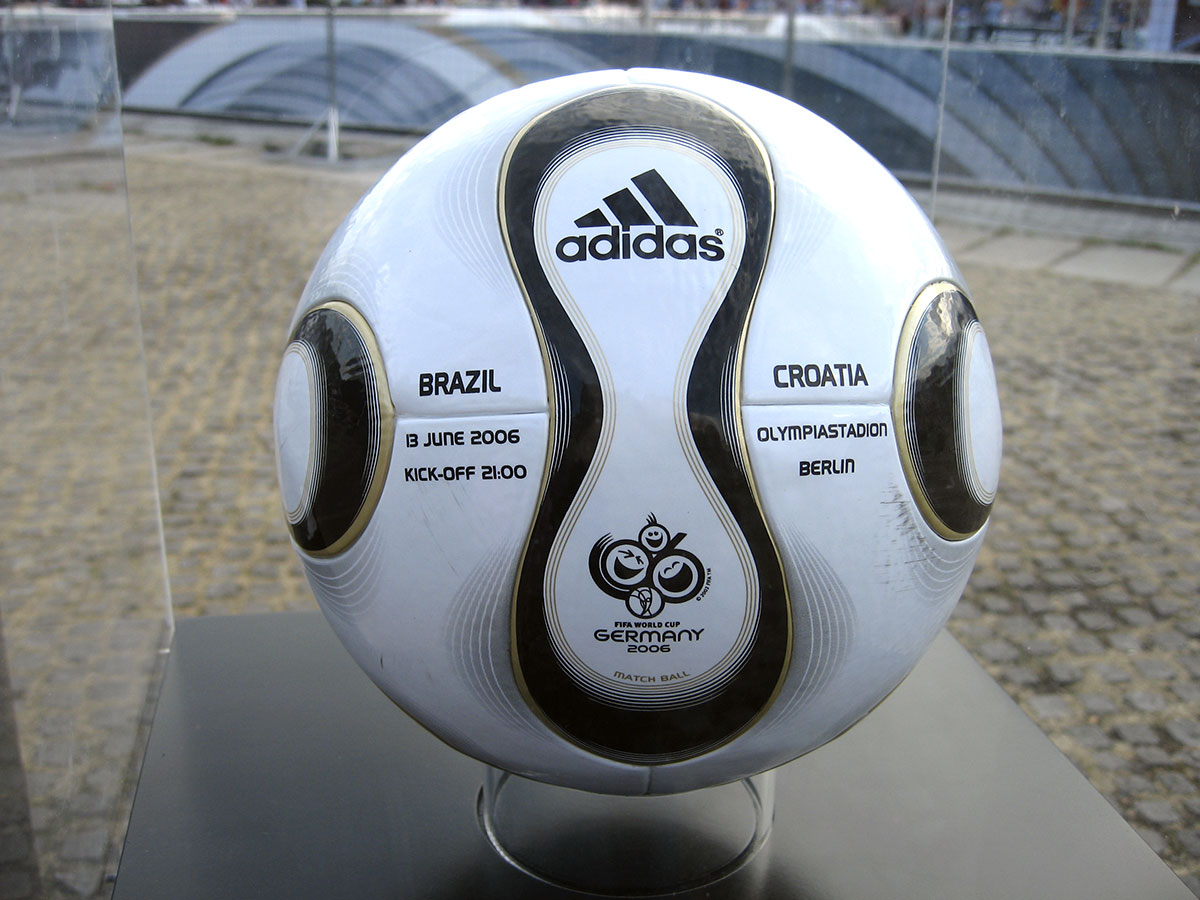
تيمغايست ، الكرة الرسمية للبطولة

اديداس تيمغايست، هي كرة القدم من إنتاج شركة اديداس الرياضية، استخدمت خصيصا لكاس العالم لكرة القدم في ألمانيا 2006، تنطق (بالألمانية: +Teamgeist) وتعنى «روح الفريق» وتم إضافة علامة (+) إلى الأسم كي تصبح علامة مسجلة، لأن المصطلح في حد ذاته كلمة ألمانية عادية ولا يمكن ان تكون علامة تجارية.

## التصميم
وقد تم تصميم الكرة من قبل فريق الإبداع في شركة أديداس ومؤسسة ميلتون المحدودة ويتم ذلك عن طريق أديداس، وتختلف عن الكرات السابقة في وجود 14 لوحات المنحنية بدلا من 32 التي كان معمول عليها منذ عام 1970، وكان لك مباراة كرات مخصصة لها ويكتب عليها اسم المباراة واسم الملعب والفرق وتاريخ مباراة ووقت انطلاق المباراة تحت طبقة واقية لكل كرة مستخدمة، وتم لأول مرة إنشاء كرة قدم مخصصة للمباراة النهائية وأطلق عليها اسم «تيمغايست+ برلين» وهو بنفس التصميم للكرة العادية ولكن أطفي عليها لون ذهبي مع تفاصيل سوداء وبيضاء.
وبالرغم ان الكرة كانت محل إعجاب من لاعبين أمثال ديفيد بيكهام ويوهان فوغل، إلا أن الكرة تعرضت لانتقادات من قبل العديد من كبار اللاعبين قبل كأس العالم. وكانت منهم: روبرتو كارلوس وبول روبنسون، وكان سبب الأنتقاد انها كانت خفيفة جدا وكان أداءها مختلف تماما عندما تكون رطبة، كما أن الكرة لديها طبقات أقل للحد من مقاومة الهواء مما ساهم كثيراً في تغير أتجاها وهي في الهواء.